# FM H-24-66
H-24-66 Train Master – amerykańska ciężka lokomotywa spalinowa, budowana w latach 1953 - 1957 przez fabrykę Fairbanks-Morse oraz na licencji przez Canadian Locomotive Company w Kanadzie. Wyprodukowano 107 egzemplarzy w USA i 20 w Kanadzie.
W chwili pojawienia się na rynku w 1953 była najsilniejszą lokomotywą spalinową na świecie. Jej konstrukcja powodowała jednak problemy w użytkowaniu, przez co skutecznie konkurowała z nią w sprzedaży lokomotywa ALCO RSD-7, której produkcja rozpoczęła się w 1954. 
Zachowano tylko jedną lokomotywę Train Master w celach muzealnych.

## Wersje
Lokomotywa Train Master była produkowana w trzech wersjach: Phase 1a, Phase 1b oraz Phase 2 różniących się szczegółami. 